# OnePlus 3T
OnePlus 3T (abbreviato in OP3T) è uno smartphone prodotto da OnePlus. È il successore di OnePlus 3 ed è stato presentato il 15 novembre 2016.

## Commercializzazione
OnePlus 3T è stato messo in vendita il 15 novembre 2016 tramite un video live di Facebook, con un nuovo colore Gunmetal e l'opzione Soft Gold presentata subito dopo, molto simile a OnePlus 3.
Per celebrare il 20º anniversario di Colette, rivenditore francese di alta moda, abbigliamento e accessori, OnePlus e Colette hanno collaborato alla realizzazione di 250 esclusive versioni nere in edizione limitata del telefono con il logo Colette sul retro del telefono. Questa edizione esclusiva del telefono è stata venduta a Parigi in un negozio Colette il 21 marzo 2017.

## Specifiche tecniche

### Hardware
OnePlus 3T ha lo stesso design posteriore in metallo di OnePlus 3 ma ha anche un corpo in alluminio e bordi arrotondati. Il dispositivo è disponibile in due colori, "Gunmetal" (nero/grigio) e "Soft Gold" (bianco/oro) e presenta lo stesso display AMOLED con protezione Gorilla Glass 4, di OnePlus 3.
OnePlus 3T è dotato di un processore Qualcomm Snapdragon 821, contiene 64 GB o 128 GB di memoria interna. Il telefono dispone anche dello stesso dispositivo di avviso che gli utenti possono utilizzare per passare rapidamente tra le modalità di avviso da silenzioso a priorità a tutte le notifiche. Include l'NFC e il sensore di impronte digitali IMX298 Sony posto sotto allo schermo.
Il telefono possiede una batteria più potente da 3400 mAh e ha ancora una volta le stesse funzionalità di ricarica rapida OnePlus denominate "Dash Charge", con la possibilità di ottenere il 60% della carica in 30 minuti.

### Software
One Plus 3T possiede un sistema operativo nativo Android 6.0.1 Mashmallow. A partire dal 19 novembre 2017 ha iniziato a ricevere aggiornamenti stabili per Android 8.0 Oreo. Nel maggio 2018, OnePlus ha pubblicato OxygenOS 5.0.3 con la funzionalità Face Unlock. A luglio 2018, riceve l'aggiornamento a OxygenOS 5.0.4 con le patch di luglio 2018 e alcuni bugfix per la fotocamera e ad agosto 2018 l'aggiornamento alla 5.0.5, con alcuni bugfix non meglio specificati.
A luglio 2018, con gran sorpresa e contrariamente a quanto affermato precedentemente da OnePlus, viene dichiarato ufficialmente che anche i modelli 3 e 3T riceveranno l'aggiornamento ad Android P.

Il 22 maggio viene pubblicata ufficialmente la ROM stabile con la versione 9.0.2 di OxygenOS basata su Android 9 Pie; il 7 giugno viene pubblicato un aggiornamento alla versione 9.0.3, per risolvere un problema di autenticazione per WhatsApp in modalità parallela.
Nuovi aggiornamenti sono stati distribuiti il 30 giugno (v9.0.4) e il 7 agosto 2019 (v9.0.5) con le ultime patch di sicurezza e alcuni bugfix generici.